# Citroën C-Zero

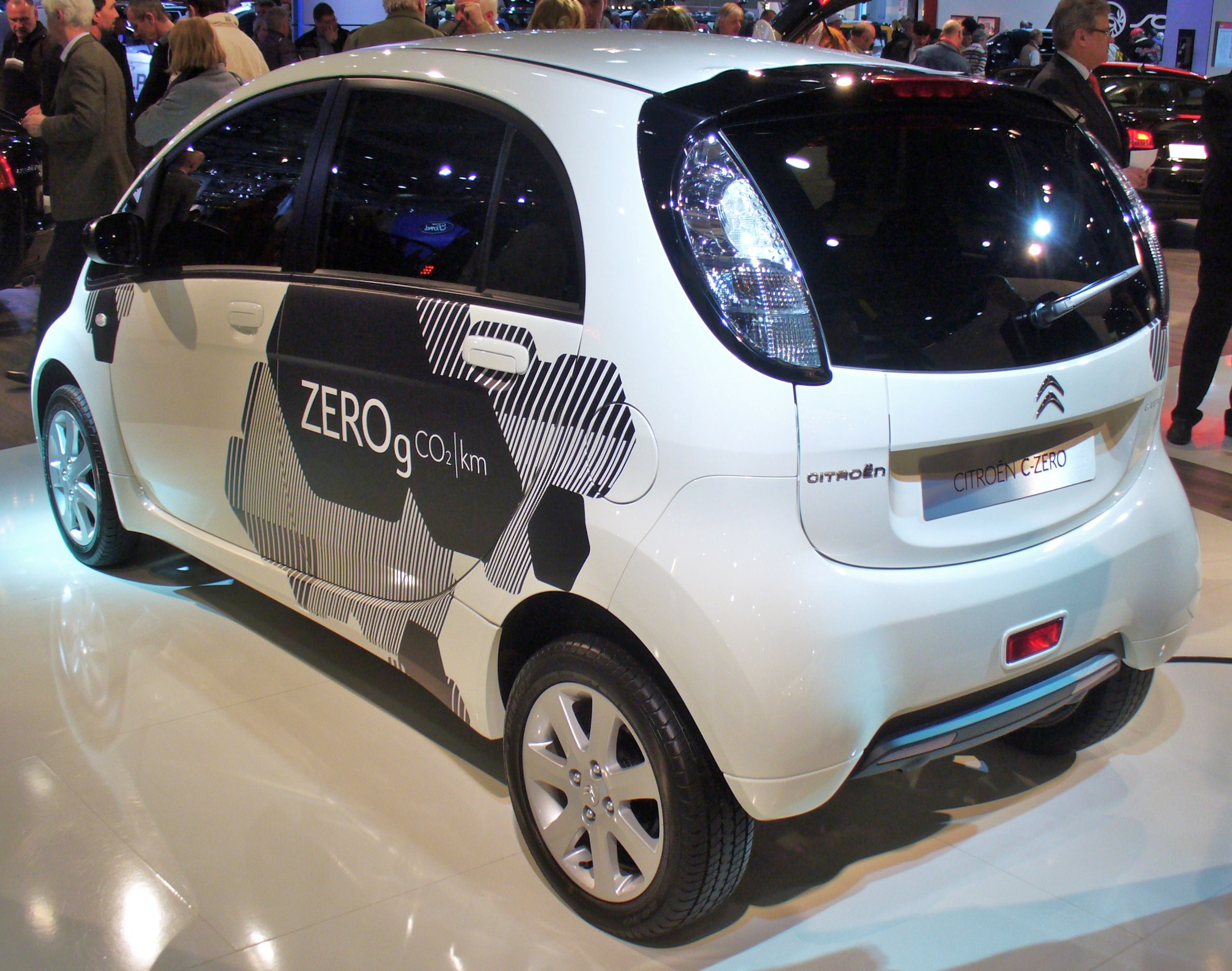
Traseira Citroën C-Zero

O Citroën C-ZERO é um Supermini / Carro Para Cidade produzido pela Citroën e é 100% elétrico. Foi desenvolvido em parceria com a Mitsubishi Motors Corporation (MMC). Seu irmão foi comercializado pela Peugeot como Peugeot iOn. As mudanças entre os carros são os diferentes estilos exteriores e interiores e o preço. O C-Zero foi vendido até 2020, quando foi substituído pelo Ami.